# Оттерсхайм-Ландау

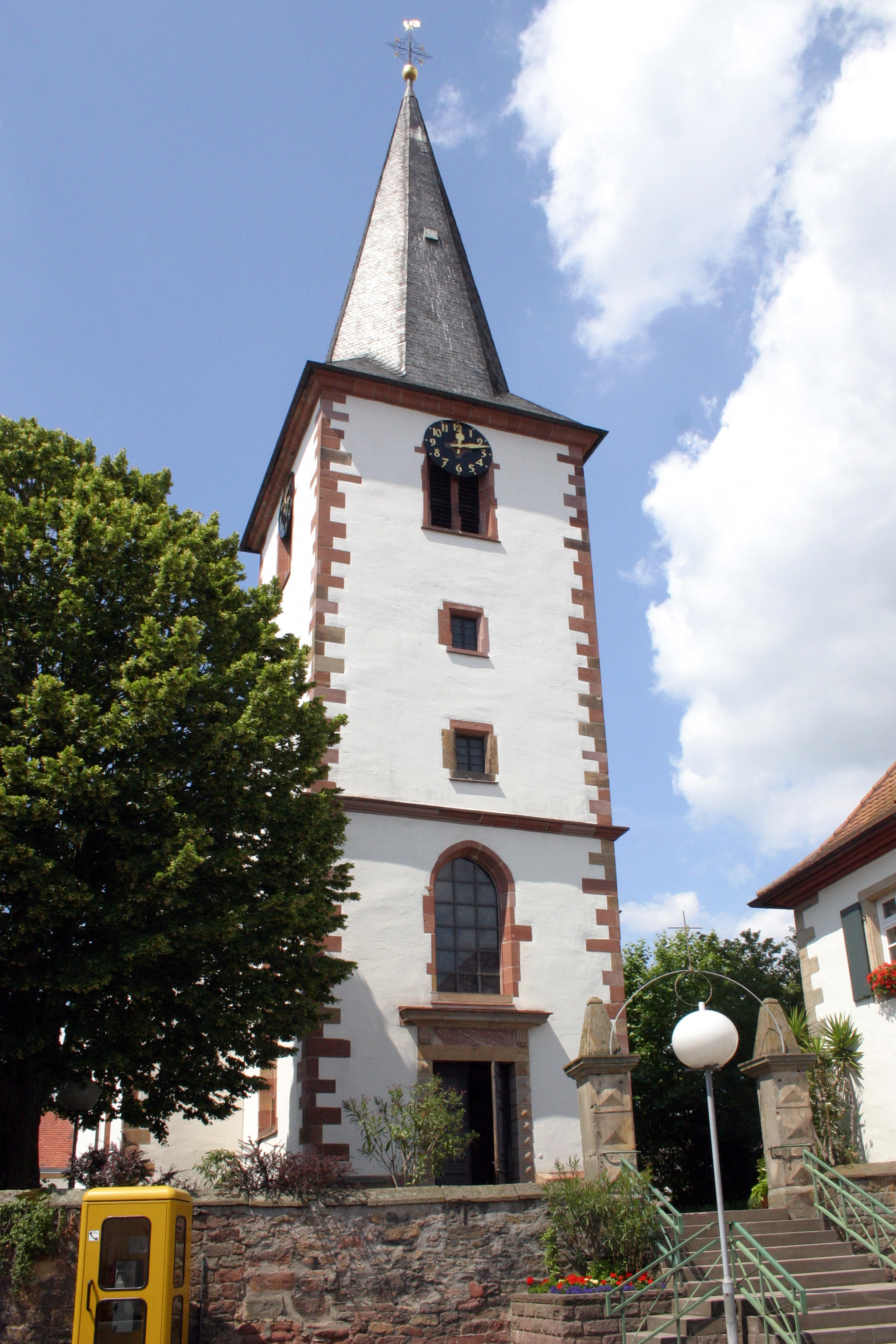
Католическая церковь

Оттерсхайм-Ландау (нем. Ottersheim bei Landau) — коммуна в Германии, в земле Рейнланд-Пфальц. 
Входит в состав района Гермерсхайм. Подчиняется управлению Бельхайм.  Население составляет 1809 человек (на 31 декабря 2010 года). Занимает площадь 7,90 км².